# 발산초등학교 한덕분교
발산초등학교 한덕분교는 대한민국 강원특별자치도 춘천시 남면 한덕리 449-1에 있었던 공립 초등학교이다.

## 연혁
- 1971.03.01 발산국민학교 한덕분실 설립
- 1972.03.01 발산국민학교 한덕분교장 설립
- 1997.02.14 제24회 졸업식 거행
- 1997.03.01 폐교 (홍천모곡초등학교로 통폐합)